# Japan Cup (hippisme)
Pour les articles homonymes, voir Japan Cup.
Groupe 1
La Japan Cup est une course hippique de plat se déroulant au mois de novembre sur l'Hippodrome de Fuchū au Japon.
Créée en 1981, c'est une course de Groupe 1 réservée aux chevaux de 3 ans et plus.
Elle se court sur la distance de 2 400 mètres et les chevaux participant à l'épreuve doivent être invités. Il s'agit de la course de plat la plus prestigieuse du Japon et l'une des plus prestigieuses du monde. C'est également l'une des courses de plat les mieux dotées au monde, l'allocation s'élevant à 1 080 000 000 ¥ (environ 6 700 000 €).
En remportant la Japan Cup en 2005, le Britannique Alkaased établissait le record du monde sur 2 400 mètres, en 2'22"10, un record battu en 2018 par la pouliche Almond Eye, qui a fait afficher 2'20"60.

## Palmarès
| Année | Vainqueur        | S/A | Pays             | Père             | Jockey               | Entraîneur          | Propriétaire               | Deuxième               | Troisième              | Temps   |
| ----- | ---------------- | --- | ---------------- | ---------------- | -------------------- | ------------------- | -------------------------- | ---------------------- | ---------------------- | ------- |
| 2024  | Do Deuce         | M.5 | Japon            | Heart's Cry      | Yutaka Take          | Yasuo Tomomichi     | Kieffers Co Ltd            | Shin Emperor / Durezza | Shin Emperor / Durezza | 2'25"50 |
| 2023  | Equinox          | M.4 | Japon            | Kitasan Black    | Christophe Lemaire   | Tetsuya Kimura      | Silk Racing Co. Ltd        | Liberty Island         | Stars on Earth         | 2'21"80 |
| 2022  | Vela Azul        | M.5 | Japon            | Eishin Flash     | Ryan Moore           | Kunihiko Watanabe   | Carrot Farm Co. Ltd        | Shahryar               | Weltreisende           | 2'23"07 |
| 2021  | Contrail         | M.4 | Japon            | Deep Impact      | Yuichi Fukunaga      | Yoshito Yahagi      | Shinji Maeda               | Authority              | Shahryar               | 2'24"70 |
| 2020  | Almond Eye       | F.5 | Japon            | Lord Kanaloa     | Christophe Lemaire   | Sakae Kunieda       | Silk Racing Co. Ltd        | Contrail               | Daring Tact            | 2'23"00 |
| 2019  | Suave Richard    | M.5 | Japon            | Heart's Cry      | Oisin Murphy         | Yasushi Shono       | Nicks Co. Ltd              | Curren Bouquetdor      | Wagnerian              | 2'25"90 |
| 2018  | Almond Eye       | F.3 | Japon            | Lord Kanaloa     | Christophe Lemaire   | Sakae Kunieda       | Silk Racing Co. Ltd        | Kiseki                 | Suave Richard          | 2'20"60 |
| 2017  | Cheval Grand     | M.5 | Japon            | Heart's Cry      | Hugh Bowman          | Yasuo Tomomichi     | Kazuhiro Sasaki            | Rey de Oro             | Kitasan Black          | 2'23"70 |
| 2016  | Kitasan Black    | M.4 | Japon            | Black Tide       | Yutaka Take          | Hisashi Shimizu     | Ono Shoji                  | Sounds of Earth        | Cheval Grand           | 2'25"80 |
| 2015  | Shonan Pandora   | F.4 | Japon            | Deep Impact      | Kenichi Ikezoe       | Tomokazu Takano     | Tetsuhide Kunimoto         | Last Impact            | Lovely Day             | 2'24"70 |
| 2014  | Epiphaneia       | M.4 | Japon            | Symboli Kris S   | Christophe Soumillon | Katsuhiko Sumii     | U.Carrot Farm              | Just A Way             | Spielberg              | 2'23"10 |
| 2013  | Gentildonna      | F.4 | Japon            | Deep Impact      | Ryan Moore           | Sei Ishizaka        | Sunday Racing              | Denim and Ruby         | Tosen Jordan           | 2'26"10 |
| 2012  | Gentildonna      | F.3 | Japon            | Deep Impact      | Yasunari Iwata       | Sei Ishizaka        | Sunday Racing              | Orfevre                | Rulership              | 2'23"10 |
| 2011  | Buena Vista      | F.5 | Japon            | Special Week     | Yasunari Iwata       | Hiroyoshi Matsuda   | Sunday Racing              | Tosen Jordan           | Jaguar Mail            | 2'24"20 |
| 2010  | Rose Kingdom     | M.3 | Japon            | King Kamehameha  | Yutaka Take          | Kojiro Hashiguchi   | Sunday Racing              | Buena Vista            | Victoire Pisa          | 2'25"20 |
| 2009  | Vodka            | F.5 | Japon            | Tanino Gimlet    | Christophe Lemaire   | Katsuhiko Sumii     | Yuzo Tanimizu              | Oken Bruce Lee         | Red Desire             | 2'22"40 |
| 2008  | Screen Hero      | M.4 | Japon            | Grass Wonder     | Mirco Demuro         | Yuichi Shikato      | Teruya Yoshida             | Deep Sky               | Vodka                  | 2'25"50 |
| 2007  | Admire Moon      | M.4 | Japon            | End Sweep        | Yasunari Iwata       | Hiroyoshi Matsuda   | Darley Japan Farm          | Pop rock               | Meisho Samson          | 2'24"70 |
| 2006  | Deep Impact      | M.4 | Japon            | Sunday Silence   | Yutaka Take          | Yasuo Ikee          | Kaneko Makoto Holdings Co. | Dream Passport         | Ouija Board            | 2'25"10 |
| 2005  | Alkaased         | M.5 | Royaume-Uni      | Kingmambo        | Frankie Dettori      | Luca Cumani         | Michael Charlton           | Heart's Cry            | Zenno Rob Roy          | 2'22"10 |
| 2004  | Zenno Rob Roy    | M.4 | Japon            | Sunday Silence   | Olivier Peslier      | Kazuo Fujisawa      | Shinobu Oosako             | Cosmo Bulk             | Delta Blues            | 2'24"20 |
| 2003  | Tap Dance City   | M.6 | Japon            | Pleasant Tap     | Tetsuzo Sato         | Shozo Sasaki        | Yushun Horse Syndicate     | That's The Plenty      | Symboli Kris S         | 2'28"70 |
| 2002  | Falbrav          | M.4 | Italie           | Fairy King       | Frankie Dettori      | Luciano d'Auria     | Scuderia Rencati           | Sarafan                | Symboli Kris S         | 2'12"20 |
| 2001  | Jungle Pocket    | M.3 | Japon            | Tony Bin         | Olivier Peslier      | Sakae Watanabe      | Yomoji Saito               | T M Opera O            | Narita Top Road        | 2'23"80 |
| 2000  | T M Opera O      | M.4 | Japon            | Opera House      | Ryuji Wada           | Ichizo Iwamoto      | Masatsugu Takezono         | Meisho Doto            | Fantastic Light        | 2'26"10 |
| 1999  | Special Week     | M.4 | Japon            | Sunday Silence   | Yutaka Take          | Toshiaki Shirai     | Hiroyoshi Usuda            | Indigenous             | High Rise              | 2'25"50 |
| 1998  | El Condor Pasa   | M.3 | Japon            | Kingmambo        | Masayoshi Ebina      | Yoshitaka Ninomiya  | Takashi Watanabe           | Air Groove             | Special Week           | 2'25"90 |
| 1997  | Pilsudski        | M.5 | Royaume-Uni      | Polish Precedent | Michael Kinane       | Michael Stoute      | Lord Weinstock             | Air Groove             | Bubble Gum Fellow      | 2'25"80 |
| 1996  | Singspiel        | M.4 | Royaume-Uni      | In The Wings     | Frankie Dettori      | Michael Stoute      | Cheikh Al Maktoum          | Fabulous La Fouine     | Helissio               | 2'23"80 |
| 1995  | Lando            | M.5 | Allemagne        | Acatenango       | Michael Roberts      | Heinz Jentzsch      | Gestüt Haus Ittlingen      | Hishi Amazon           | Hernando               | 2'24"60 |
| 1994  | Marvelous Crown  | M.4 | Japon            | Miswaki          | Katsumi Minai        | Makoto Osawa        | Sadao Sasahara             | Paradise Creek         | Royce and Royce        | 2'23"60 |
| 1993  | Legacy World     | H.4 | Japon            | Mogami           | Hiroshi Kawachi      | Hideyuki Mori       | Horse Tajima Co.           | Kotashaan              | Winning Ticket         | 2'24"40 |
| 1992  | Tokai Teio       | M.4 | Japon            | Symboli Rudolf   | Yukio Okabe          | Shoichi Matsumoto   | Masanori Uchimura          | Naturalism             | Dear Doctor            | 2'24"60 |
| 1991  | Golden Pheasant  | M.5 | États-Unis       | Caro             | Gary Stevens         | Charlie Whittingham | B.McNall & W.Gretzky       | Magic Night            | Shaftesbury Avenue     | 2'24"70 |
| 1990  | Better Loosen Up | H.5 | Australie        | Loosen Up        | Michael Clarke       | David Hayes         | G. Farrah                  | Ode                    | Caoethes               | 2'23"20 |
| 1989  | Horlicks         | M.6 | Nouvelle-Zélande | Three Legs       | Lance O'Sullivan     | Dave O'Sullivan     | Graham de Gruchy           | Oguri Cap              | Pay The Butler         | 2'22"20 |
| 1988  | Pay The Butler   | M.4 | États-Unis       | Val de l'Orne    | Chris McCarron       | Robert J. Frankel   | Edmund A. Gann             | Tamamo Cross           | Oguri Cap              | 2'25"50 |
| 1987  | Le Glorieux      | M.3 | France           | Cure The Blues   | Alain Lequeux        | Robert Collet       | Sieglinde Wolf             | Southjet               | Dyna Actress           | 2'24"90 |
| 1986  | Jupiter Island   | M.7 | Royaume-Uni      | St. Paddy        | Pat Eddery           | Clive Brittain      | Marquis de Tavistock       | Allez Milord           | Miho Shinzan           | 2'25"00 |
| 1985  | Symboli Rudolf   | M.4 | Japon            | Partholon        | Yukio Okabe          | Yuji Nohira         | Symboli Bokujo             | Rocky Tiger            | The Filbert            | 2'28"80 |
| 1984  | Katsuragi Ace    | M.4 | Japon            | Boysie Boy       | Katsuichi Nishiura   | Kazumi Domon        | Ichizo Node                | Bedtime                | Symboli Rudolf         | 2'26"30 |
| 1983  | Stanerra         | F.5 | Irlande          | Guillaume Tell   | Brian Rouse          | Frank Dunne         | Frank Dunne                | Kyoei Promise          | Esprit du Nord         | 2'27"60 |
| 1982  | Half Iced        | M.3 | États-Unis       | Hatchet Man      | Don MacBeth          | Stanley M. Hough    | Bertram R. Firestone       | All Along              | April Run              | 2'27"10 |
| 1981  | Mairzy Doates    | F.5 | États-Unis       | Nodouble         | Cash Asmussen        | John Fulton         | Arno Schefler              | Frost King             | The Very One           | 2'25"30 |